# Supercopa Roger Milla
La Supercopa Roger Milla o Supercopa de Camerún es el partido de fútbol en el que se enfrentan el campeón de la Primera División de Camerún contra el ganador de la Copa de Camerún.

## Historia
La copa se jugó por primera vez en el año 1999 cuando el Sable FC venció al Canon Yaoundé 2-1. La copa se juega a partido único y el nombre se debe al futbolista Roger Milla, 3 veces mundialista con la Selección de fútbol de Camerún.
Después de catorce años sin disputarse la supercopa se disputó nuevamente en 2019.

## Palmarés
| Temporada | Campeón                                                     | Resultado                                                   | Finalista                                                   |
| --------- | ----------------------------------------------------------- | ----------------------------------------------------------- | ----------------------------------------------------------- |
| 1999      | Sable Batié                                                 | 1 - 0                                                       | Canon Yaoundé                                               |
| 2000      | Kumbo Strikers FC                                           | 1 - 0                                                       | Fovu de Baham                                               |
| 2001      | Fovu de Baham                                               | 1 - 0                                                       | Cotonsport Garoua                                           |
| 2002      | Mount Cameroon FC                                           | 2 - 0                                                       | Canon Yaoundé                                               |
| 2003      | No se organizó (Cotonsport Garoua ganó liga y copa ese año) | No se organizó (Cotonsport Garoua ganó liga y copa ese año) | No se organizó (Cotonsport Garoua ganó liga y copa ese año) |
| 2004      | No se organizó (Cotonsport Garoua ganó liga y copa ese año) | No se organizó (Cotonsport Garoua ganó liga y copa ese año) | No se organizó (Cotonsport Garoua ganó liga y copa ese año) |
| 2005-2018 | No se disputó                                               | No se disputó                                               | No se disputó                                               |
| 2019      | Stade Renard de Melong                                      | 3 - 1                                                       | UMS de Loum                                                 |
| 2022      | Bamboutos FC                                                | 1 - 0                                                       | Cotonsport Garoua                                           |
| 2023      | Cotonsport Garoua                                           | 2 - 0                                                       | Fovu de Baham                                               |

## Títulos por club
| Club                   | Campeón | Años campeón |
| ---------------------- | ------- | ------------ |
| Cotonsport Garoua      | 1       | 2023         |
| Bamboutos FC           | 1       | 2022         |
| Sable Batié            | 1       | 1999         |
| Kumbo Strikers FC      | 1       | 2000         |
| Fovu Baham             | 1       | 2001         |
| Mount Cameroon FC      | 1       | 2002         |
| Stade Renard de Melong | 1       | 2019         |